# الجدرة (شبام)

تعديل مصدري - تعديل

الجدرة هي إحدى قرى عزلة شبام بمديرية شبام التابعة لمحافظة حضرموت، بلغ تعداد سكانها 16 نسمة حسب تعداد اليمن لعام 2004.